# Niente di nuovo
Niente di nuovo è il primo album da solista del cantautore italiano Al Castellana, pubblicato nel 2000.

## Tracce
Testi e musiche di Al Castellana.
1. Ora te ne vai
2. Ritorno a casa
3. Mama don’t cry
4. Non lasciarmi solo
5. Giorno dopo giorno
6. Se non ho te
7. Tutta la notte davanti
8. Non so
9. Quanno chiove
10. Se ci credi
11. Ti amerò
12. Portami via
13. Niente di nuovo

## Formazione
- Al Castellana - voce
- Gaetano Pellino - chitarra
- Paolo Muscovi - batteria, percussioni, tastiera, programmazione
- Fabio Valdemarin - pianoforte, tastiera, chitarra acustica, programmazione, cori
- Neffa - programmazione
- Andrea Terrano - chitarra acustica
- Giovanni Toffoloni - basso
- Amir Kalaric - chitarra
- Alessandro Leonzini - basso
- Stefano Muscovi - tromba
- Anna Marotta - voce, cori